# Álamo Pérez-Luna
Álamo Ernesto Pérez-Luna Canales (Lima, 29 de julio de 1963-Lima, 17 de abril de 2025) fue un presentador de televisión y periodista peruano conocido por sus reportajes de investigación y también por conducir programas como Fuego cruzado, Vidas extremas y Diez.

## Trayectoria

### Televisión
Hijo del poeta Edgardo Pérez-Luna y de la actriz Inés Canales, se inició en 1986 como escritor de VSD, suplemento de La República dedicado al entretenimiento, y en 1989 se desempeñó en el equipo de la revista Sí junto Nicolás Lúcar. Por recomendación del productor, en 1995 colaboró en el canal América Televisión, en donde debutó como reportero de La revista dominical. Como integrante del programa de Lúcar, destacó la realización del reportaje sobre las agrupaciones musicales subterráneas influenciadas por la ideología Sendero Luminoso en el denominado «Por los senderos del rock». Además elaboró informes críticos sobre la empresa Aero Continente y contra Fernando Zevallos, al igual que contra el gobierno de Alberto Fujimori. Fue el único periodista que entrevistó voluntariamente juntos a Fujimori y Vladimiro Montesinos en 1999, el que entrevistó por última vez al periodista colombiano Jaime Garzón, al terrorista emerretista Néstor Cerpa Cartolini tras la toma de la residencia del embajador japonés, al emerretista Sistero García en la clandestinidad en Tarapoto, a la senderista Maritza Garrido Lecca en la prisión de Yanamayo, al padre del líder senderista Óscar Ramírez Durand además de cubrir el asesinato de María Elena Moyano, la visita del Papa Juan Pablo II a Cuba y denunciar las actividades del narcotraficante Demetrio Chávez Peñaherrera. Luego de su posterior aparición en un vladivideo con el asesor Abraham Levy, generó la reestructuración de su equipo por el propio canal, en que Pérez Luna permaneció y que también consiguió su propio programa de televisión, denominado Los especiales del domingo.
En el 2000, el periodista fue incluido en Hora 20:00, del mismo canal y que esta vez fue presentado por la española Lola Rey. Sin embargo, renunció por problemas de editorial, que posteriormente abandonó definitivamente el canal. Al año siguiente ingresó a Canal A como presentador de su franja de entrevistas Mea culpa.
Asumió como director de Reportajes en 2003 y Panorama entre 2004 y 2007, ambos emitidos en Panamericana Televisión. A su vez, presentó en 2005 el especial documental Trampolín para todo el mundo, en homenaje al concurso de Augusto Ferrando, que se volvió a emitir en 2008. Según Patricia Salinas, columnista de Caretas, el especial documental tuvo altos índices de audiencia.
En 2007 ATV le fichó para conducir la nueva versión de Fuego cruzado. El programa estrenado en 2008 incluyó el bloque Vidas extremas, un espacio de telerrealidad centrado en el apoyo de personalidades televisivas a familias en situación de pobreza que cobró importancia. Emitido los sábados, este espacio consiguió récords de 10 puntos de audiencia, y que consiguió el impulso mediático cuando se invitó a Julio César Uribe, después de la pelea de Kina Malpartida contra Halana Dos Santos en 2009. Recibió el reconocimiento del Colegio de Abogados de Lima por su apoyo social.
Pérez-Luna realizó varias actividades en la programación del limeño canal 9: Asumió la dirección periodística del dominical Día D durante 2009. En 2011 estrenó Diez, su conocido programa sobre casos de actualidad y curiosidades, que fue emitido inicialmente los sábados en la mañana. En 2013 condujo su programa de entrevistas para ATV+; sin embargo, sus excesos en su vida social generaron malestar con la cadena, en que cancelaron su programa de entrevistas por acusaciones de acoso a los invitados.
En 2014 produjo la serie de reportajes sobre la farándula peruana, Historias secretas; para después conducir brevemente Dándole vueltas en 2015.
En 2017 volvió a ATV, en que fue panelista del programa de espectáculos Cuéntamelo todo, conducido por Sofía Franco. Desde entonces sus participaciones fueron menores, en 2019 abandonó el canal para enfocarse en un remake de Diez para Willax.
En 2022 se unió como reportero estelar del programa periodístico Beto a saber. A la vez, presentó un programa de variedades de la empresa Servicable.

### Música
Desde la década de 1980 desarrolló su carrera musical con su banda Feiser, posteriormente conocida como Sociedad de Consumo.  Feiser fue conocido por ser telonero de Soda Stereo en Perú y lanzó su primer disco Momento de acción en 1988.

## Créditos

### Como presentador
- Mea culpa (Canal A, 2001)[11]
- Trampolín a la fama para todo el mundo (Panamericana, 2005)
- Fuego cruzado (ATV, 2008-2009)
- Vidas extremas (ATV, 2009-2012)[47]
- Hasta mañana (ATV+, 2013)[48]
- Diez (ATV, 2011-2014)[35]
- Dándole vueltas (ATV+, 2013)
- A modo mío (Servicable, 2022)[45]

### Como reportero
- La revista dominical (América, 1995-1999)[11]
- Hora 20:00 (América, 2000)[11]
- Diez (ATV, 2011-2014)[49]
- Historias secretas (ATV, 2014)[22]
- Sucedió así (Willax, 2019)
- Beto a saber (Willax, 2022-2023)[45]

### Otras apariciones
- Corazón de fuego (ATV, 2011)[50]